# Le quattro ore di Satana
Le quattro ore di Satana (Fear) è un romanzo di fantascienza scritto da  L. Ron Hubbard e pubblicato nel 1940.

## Trama
Il professore universitario James Lowry è un noto scettico, e non crede all'esistenza di streghe, demoni e fantasmi a tal punto che un giorno pubblica un articolo su un giornale in cui, come al solito, nega fortemente l'esistenza di tali entità. Un suo amico lo mette al corrente che con il suo comportamento potrebbe provocare ripercussioni contro di lui da parte di tali entità. Il pomeriggio stesso il suo cappello scompare ed egli non ricorda nulla di quello che ha fatto nel corso di quattro ore di quella stessa giornata. Viene tuttavia avvertito da una misteriosa voce proveniente da un'ombra che se ritroverà il suo cappello avrà chiaro cosa è successo in quelle quattro ore di cui non ha memoria. Inizia così la ricerca di James per cercare di fare chiarezza sull'accaduto.

## Storia editoriale
Il romanzo breve è apparso inizialmente nella rivista Unknown Fantasy Fiction nel luglio 1940 ed in seguito pubblicato in volume. Nel 1991 la Bridge Publications ne ha curato una edizione basata fedelmente sul manoscritto originale di Hubbard. In Italia il libro è stato pubblicato nel numero 89 di Urania, nonostante l'opera non appartenga al genere fantascientifico, questo perché l'autore era principalmente noto per i suoi lavori fantascientifici.

## Accoglienza
Groff Conklin ha recensito la prima pubblicazione della novella descrivendola come "...un capolavoro dell'orrore totalmente inaspettato...". Anthony Boucher e J. Francis McComas lo descrivono come "un thriller psicologico quasi perfetto, e di gran lunga il miglior lavoro di Hubbard". New York Times reviewer Villiers Gerson cited the novella's "horrible and eerie denouement". Algis Budrys scrisse che il testo "esercita un non comune potere sulla mente del lettore". E anche Stephen King descrive l'opera come "un classico dell'orrore".
Everett F. Bleiler disse che il racconto di Hubbard era "un mystery superiore" e si ebbero apprezzamenti anche da scrittori del calibro di Ray Bradbury e Isaac Asimov".
Il racconto è al decimo posto della Modern Library 100 Best Novels - The Reader's List.

## Edizioni
- L. Ron Hubbard, Le quattro ore di Satana, Urania n. 89, Arnoldo Mondadori Editore, 1955.